# Semioza
Semioza – pojęcie z zakresu semiotyki oznaczające proces tworzenia, odbierania i przekazywania znaków. W procesie tym ujawnia się znaczeniowa funkcja znaku. W socjologii semioza wskazywana jest jako nieodłączny element kultury, tylko człowiek posiada bowiem umiejętność posługiwania się znakami.